# Kozmatsko delo
Kozmatski slog (italijanskoː Cosmatesco) je umetniški slog, ki je bil priljubljen v 12. in 13. stoletju in je dobil ime po družini Cosmati, družini obrtnikov, kiparjev in arhitektov, ki so ustvarili predvsem marmorne mozaike z geometrijskimi modeli za dekoriranje arhitekturnih površin (cerkvenih tlakov, zidov, prižnic in škofovskih prestolov).
Njihovo delo se nahaja pretežno v Rimu v cerkvah Santa Maria d'Aracoeli, Santa Saba, San Tommaso v Formisu in baziliki Marije Snežne, če jih naštejemo le nekaj, in tudi v mestih v okolici Rima (kot so Viterbo, Tuscania, Civita Castellana, Anagni). To se kaže tudi v Sancta Sanctorum v Lateranski baziliki. Slog se je razširil po vsej Evropi, bil je uporabljen v najprestižnejših cerkvah; npr. tlak pri oltarju v Westminstrske katedrale je okrašen v kozmatskem slogu.

## Opis in zgodnja zgodovina
Kozmatski slog je dobil ime po družini Cosmati, ki je delovala v Rimu v dvanajstem in trinajstem stoletju in ustvarjala umetnost mozaika. Kozmatski slog ima to posebnost, da se steklo kot mozaik uporablja v kombinaciji z marmorjem. Na trenutke deluje kot intarzije na belem marmorju na arhitravih vrat, na frizih, na žlebastih stebrih in na nagrobnih spomenikih. Spet drugje kot okvirji plošč iz porfirja in drugih marmorjev na prižnicah, škofovskih stolih, zaslonih, itd. ali pa kot samostojna plošča. Barve so briljantne - zlate kocke (tesserae) so se lahko prosto uporabljale. Medtem ko je slog pogostejši v Rimu kot drugod, se ni uporabljal le tukaj. Med drugimi mesti kjer se je pojavil v Cappella Palatina v Palermu.
Čeprav je kozmatski slog  iz 12. stoletja v Rimu eponim za ta slog, se ne zdi, da je bil razvit šele tedaj. Podoben slog lahko opazimo na tlaku benediktinske opatije Monte Cassino (1066 - 1071), zgrajenem s pomočjo delavcev iz Carigrada, zaradi česar domnevajo, da je ta geometrični slog z bizantinskimi mozaiki močno vplival na izvedbo. Vendar pa je tehnika drugačna, saj so bila kozmatska tla narejena iz koščkov kamna različnih velikosti in oblik, tehnika se precej razlikuje od opus tessellatum mozaikov (normalna tehnika grških in rimskih mozaikov), kjer so vzorci izdelani iz majhnih enot, ki so vse enake velikosti in oblike. Kamen, ki so ga kozmatski umetniki uporabili, so nabrali iz ruševin rimskih zgradb, velike rondele pa so skrbno prerezani rimski stebri.
Po katoliški enciklopediji, je ta slog z intarzijami okrašenega mozaika »vnašal v dekorativno umetnost Evrope v dvanajstem stoletju delavec z imenom Laurentius [znan tudi kot Lorenzo Cosmati«, po rodu iz Anagnija, majhnega hribovskega naselja sedemintrideset kilometrov jugovzhodno od Rima. Laurentius je pridobil svoje znanje od grških mojstrov in nekaj časa sledil njihovemu načinu dela, vendar je zgodaj v svoji karieri razvil izviren slog. Osvobojen od bizantinske tradicije in vplivov, je Laurentius razvil slog mozaika v dekorativni arhitekturni z živahnimi barvami in obliko, ki je izdelan v navadno ali vrezano marmorno površino.
Praviloma je uporabil bele ali svetle barve marmorja za osnovo, to je z vložkom kvadratov, paralelogramov in krogov ter temnejši marmor, porfir ali serpentin, za obkrožanje s trakovi iz mozaika, sestavljenih iz barvnega stekla in zlatih kock. Njegovo prvo zapisano delo je bilo izvedeno v cerkvi v Fabieri leta 1190, še prej pa v cerkvi Ara Coeli v Rimu. Sestavljeno je iz pisma in evangelija, stola, zaslona in tlaka.
Veliko del je naredil skupaj s svojim sinom Jacobusom, ki je bil ne samo kipar in mozaičar, ampak tudi arhitekt, kot pričajo arhitekturne spremembe, ki so bile izvedene v katedrali Civita Castellana. To je delo, v katerem so sodelovali tudi drugi člani njegove družine iz več generacij. Bili so eminence v svoji umetnosti in so po vrsti: Laurentius (1140-1210), Jacobus (1165-1234), Luca (1221-1240), Jacobus (1213-1293), Deodatus (1225-1294), Johannes (1231-1303)." 

## Terminologija
Kozmatski slog je znan tudi kot opus alexandrinum. Opredelitev tega izraza in razlika med njim in opus sectile se nekoliko razlikujejo. Nekateri navajajo opus alexandrinum za tipično velike modele, posebej za tla, z uporabo belih črtnih vzorcev, polnjenih z rondelami in pasovi v barvni izvedbi, ki uporabljajo majhne koščke. Drugi vključujejo vse geometrijske oblike, vključno velike, kot v Spoletu, kjer je opusa sectile tudi figuralni motiv narejen v isti tehniki.
Opus alexandrinum je druga oblika opusa sectile, kjer se uporablja le malo barve, kot sta bela in črna ali temno zelena na rdeči podlagi ali obratno. Ta izraz se predvsem uporablja za označevanje vrste geometrijskih mozaikov, ki se nahajajo v kombinaciji z velikimi ploščami iz marmorja, veliko so se uporabljali na tleh srednjeveških rimskih cerkva in celo v renesančnih časih, kot je primer na tleh v Sikstinski kapeli in Stanza della Segnatura.

## Primeri v Rimu
Med cerkvami urejeni v kozmatskem slogu v Rimu, so najbolj opazne: Bazilika svete Marije v Trasteveru, Sv. Janez Lateranski, San Lorenzo fuori le Mura, San Saba, San Paolo fuori le Mura, Santa Maria v Aracoeli, Santa Maria v Cosmedin, Santa Maria Maggiore, San Crisogono, San Clemente, Santa Croce v Gerusalemme in Sikstinska kapela in Stanza della Segnatura v Vatikanu. Zunaj Rima pa: Tivoli, Subiaco, Anagni, Ferentino, Terracina in Tarkvinija. Inovativno zgrajena s kozmatsko dekoracijo je stolnica v kraju Civita Castellana.

## Galerija
- Kozmatska dekoracija iz samostana San Paolo fuori le Mura, Rim.
- Detajl kozmatskega tlaka iz glavne ladje bazilike Santa Maria Maggiore, Rim.
- Detajl kozmatskega tlaka iz glavne ladje bazilike Santa Maria Maggiore, Rim
- Detajl kozmatskega tlaka iz cerkve Santa Maria in Aracoeli, Rim.
- Dva stebra s kozmatskim ornamentom v samostanu bazilike San Paolo fuori le Mura, Rim.
- Detajl kozmatskega tlaka v baziliki Santa Maria in Cosmedin.
- Detajl kozmatskega tlaka v Santa Croce in Gerusalemme, Rim.
- Kozmatski tlak v cerkvi San Benedetto in Piscinula v Trastevere, del Rima.